# Henry Pelham-Clinton, 5. vévoda z Newcastle
Henry Pelham-Clinton, 5. vévoda z Newcastle (Henry Pelham Fiennes Pelham-Clinton, 5th Duke of Newcastle, 12th Earl of Lincoln) (22. května 1811 – 18. října 1864) byl britský státník ze šlechtického rodu Pelhamů. Politicky patřil k liberálům a v několika britských vládách zastával funkce ministra, v době krymské války byl ministrem války a kolonií. Byl též rytířem Podvazkového řádu.

## Mládí a politická kariéra
Narodil se jako nejstarší syn 4. vévody z Newcastle, měl tři mladší bratry a dvě sestry, které se provdaly za vysoké námořní důstojníky. Studoval v Oxfordu, kde se seznámil s pozdějším premiérem Gladstonem, který se stal jeho přítelem. V roce 1832 byl zvolen do Dolní sněmovny a byl poslancem bezmála dvacet let. Pod otcovým vlivem původně patřil ke konzervativcům, ale brzy přešel k liberálům a začal zastávat nižší vládní posty. Na ministerstvu financí byl v letech 1834–1835 lordem pokladu, později vrchním komisařem státních lesů (1841–1846) a zároveň předsedou státní komise pro urbanistický rozvoj Londýna (1842–1846). R. 1846 byl krátce státním sekretářem pro Irsko a zároveň se stal členem irské Tajné rady.
R. 1851 zdědil titul vévody a vstoupil do Sněmovny lordů (do otcovy smrti vystupoval pod jménem hrabě z Lincolnu), krátce poté se stal členem koaliční vlády 4. hraběte z Aberdeenu jako státní sekretář války a kolonií (1852–1854). Ministerstvo války a kolonií bylo během krymské války rozděleno na dva samostatné úřady a vévoda z Newcastle zůstal nadále státním sekretářem války (1854-1855). V této funkci byl vystaven neustále kritice parlamentu kvůli vedení války a nakonec v lednu 1855 celá vláda odstoupila. Vévoda z Newcastle pak odjel na Krym, aby se osobně seznámil se situací.
V další liberální vládě zastával post státního sekretáře kolonií (1859–1864), v roce 1860 získal Podvazkový řád a vykonával i další čestné funkce (lord-místodržitel v hrabství Nottingham 1857–1864, guvernér v Cornwallu a Devonu 1862–1864). V letech 1858–1861 byl navíc předsedou státní komise pro školství.

## Rodina
Jeho manželkou byla od roku 1832 Susan Douglas-Hamilton (1814–1889), sestra 11. vévody z Hamiltonu. Měli spolu pět dětí, čtyři syny a jednu dceru. Manželství skončilo rozvodem v roce 1850 za skandálních okolností, kdy Susan měla nemanželské dítě s 4. hrabětem z Orfordu a manžela opustila. Dědicem vévodského titulu byl nejstarší syn Henry Pelham-Clinton, 6. vévoda z Newcastle (1834–1879), který z finančních důvodů rezignoval na politickou kariéru. Další synové sloužili v armádě a zasedali v Dolní sněmovně, z nich lord Edward Pelham-Clinton (1836–1907) byl v letech 1894–1907 správcem královské domácnosti.